# Janetiella frankumi
Janetiella frankumi är en tvåvingeart som beskrevs av Harris 2003. Janetiella frankumi ingår i släktet Janetiella och familjen gallmyggor. Inga underarter finns listade i Catalogue of Life.